# TACS
El TACS (Total Access Communication System) és un sistema de comunicacions mòbils analògic utilitzat als EUA i en molts altres països. TACS és un derivat del sistema de telefonia mòbil avançat (AMPS) desenvolupat per AT&T als EUA. Les seves diferències principals són les freqüències de ràdio, l'amplada de banda del canal de ràdio i les taxes de senyalització de dades. TACS es va introduir a la U.K. el 1985. La seva introducció va ser molt reeixida. Més de 25 països van utilitzar TACS. TACS és un sistema FM analògic que funciona a la banda de 890-915 MHz / 935-960 MHz; la banda en què es va introduir GSM més tard. L'amplada de banda dels canals de ràdio era de 25 kHz, que ofereix 1000 canals dúplex a la banda de 900 MHz. Com que TACS utilitzava un ample de banda de canals de ràdio reduït en comparació amb AMPS, que té un ample de banda de 30 kHz, la taxa de senyalització de dades s'havia de reduir.